# Qualificazioni al campionato mondiale di calcio 2010 - UEFA - Fase a gironi, gruppo 8

## Classifica
| Squadra    | P.ti | G  | V | N | P | GF | GS | DR  |
| ---------- | ---- | -- | - | - | - | -- | -- | --- |
| Italia     | 24   | 10 | 7 | 3 | 0 | 18 | 7  | +11 |
| Irlanda    | 18   | 10 | 4 | 6 | 0 | 12 | 8  | +4  |
| Bulgaria   | 14   | 10 | 3 | 5 | 2 | 17 | 13 | +4  |
| Cipro      | 9    | 10 | 2 | 3 | 5 | 14 | 16 | -2  |
| Montenegro | 9    | 10 | 1 | 6 | 3 | 9  | 14 | -5  |
| Georgia    | 3    | 10 | 0 | 3 | 7 | 7  | 19 | -12 |

- Italia qualificata direttamente al mondiale.
- Irlanda qualificata agli spareggi.

## Risultati
| Arbitro: | Szabó |

|             |           |                      |
| Kenia 90+2’ | Marcatori | 13’ Doyle 70’ Whelan |

| Arbitro: | Orjechov |

|                                |           |                              |
| Vučinić 61’ Jovetić 82’ (rig.) | Marcatori | 11’ S. Petrov 90+2’ Georgiev |

| Arbitro: | Vink |

|               |           |                     |
| Aloneftis 28’ | Marcatori | 8’, 90+2’ Di Natale |

| Podgorica 10 settembre 2008, ore 19:00 CET | Montenegro | 0 – 0 referto | Irlanda | Stadion Pod Goricom (12.000 spett.)\| Arbitro: \| Kaldma \| |
| Arbitro:                                   | Kaldma     |               |         |                                                             |

| Arbitro: | Einwaller |

|                   |           |  |
| De Rossi 17’, 89’ | Marcatori |  |

| Arbitro: | Matejek |

|                  |           |                  |
| K'obiashvili 73’ | Marcatori | 66’ Konstantinou |

| Sofia 11 ottobre 2008, ore 21:15 EEST | Bulgaria | 0 – 0 referto | Italia | Stadio Nazionale Vasil Levski (35.000 spett.)\| Arbitro: \| Lannoy \| |
| Arbitro:                              | Lannoy   |               |        |                                                                       |

| Tbilisi 15 ottobre 2008, ore 18:30 MSD | Georgia | 0 – 0 referto | Bulgaria | Stadio Boris Paichadze (35.325 spett.)\| Arbitro: \| Kuipers \| |
| Arbitro:                               | Kuipers |               |          |                                                                 |

| Arbitro: | Tudor |

|          |           |  |
| Keane 5’ | Marcatori |  |

| Arbitro: | Proença |

|                  |           |             |
| Aquilani 8’, 29’ | Marcatori | 19’ Vučinić |

| Arbitro: | Hyytia |

|                       |           |             |
| Keane 73’ (rig.), 78’ | Marcatori | 1’ Iashvili |

| Arbitro: | Fautrel |

|                                |           |                         |
| Konstantinou 33’ Christofi 56’ | Marcatori | 71’ (rig.) K'obiashvili |

| Arbitro: | Bebek |

|          |           |                    |
| Dunne 1’ | Marcatori | 74’ (aut.) Kilbane |

| Arbitro: | Atkinson |

|  |           |                              |
|  | Marcatori | 11’ (rig.) Pirlo 74’ Pazzini |

| Arbitro: | Ingvarsson |

|                        |           |  |
| Makriev 8’ Popov 90+4’ | Marcatori |  |

| Tbilisi 1º aprile 2009, ore 21:00 MSD | Georgia | 0 – 0 referto | Montenegro | Stadio Boris Paichadze (16.000 spett.)\| Arbitro: \| Malcolm \| |
| Arbitro:                              | Malcolm |               |            |                                                                 |

| Arbitro: | Stark |

|              |           |           |
| Iaquinta 10’ | Marcatori | 90’ Keane |

| Arbitro: | Larsen |

|               |           |           |
| Telkijski 29’ | Marcatori | 24’ Dunne |

| Arbitro: | Velasco Carballo |

|                              |           |                     |
| Konstantinou 13’ Michael 45’ | Marcatori | 65’, 77’ Damjanović |

| Arbitro: | Asumaa |

|                                                            |           |            |
| Kišišev 45+1’ Telkijski 49’ Berbatov 83’ Domovčijski 90+1’ | Marcatori | 8’ Jovetić |

| Arbitro: | Einwaller |

|          |           |                    |
| Ilia 30’ | Marcatori | 5’ Doyle 83’ Keane |

| Arbitro: | Borski |

|  |           |                                 |
|  | Marcatori | 56’ (aut.), 66’ (aut.) K'aladze |

| Arbitro: | Bertolini |

|                    |           |           |
| Vučinić 56’ (rig.) | Marcatori | 63’ Okkas |

| Arbitro: | Meyer |

|                         |           |  |
| Grosso 11’ Iaquinta 40’ | Marcatori |  |

| Arbitro: | Allaerts |

|                                                       |           |              |
| Charalambidis 11’, 20’ Konstantinou 58’ Aloneftis 78’ | Marcatori | 45’ Berbatov |

| Arbitro: | Dereli |

|                         |           |                 |
| Batak 13’ Delibašić 78’ | Marcatori | 45’ Dvalishvili |

| Arbitro: | Hauge |

|                         |           |                              |
| Whelan 8’ St Ledger 87’ | Marcatori | 26’ Camoranesi 90’ Gilardino |

| Arbitro: | Yefet |

|                           |           |                       |
| Gilardino 78’, 81’, 90+2’ | Marcatori | 12’ Okkas 49’ Michael |

| Arbitro: | Jakobsson |

|                                                      |           |                                         |
| Berbatov 6’, 23’, 38’ M. Petrov 14’, 44’ Angelov 31’ | Marcatori | 12’ Dvalishvili 49’ (rig.) K'obiashvili |

| Dublino 14 ottobre 2009, ore 19:00 UTC+0 | Irlanda | 0 – 0 referto | Montenegro | Croke Park (50.212 spett.)\| Arbitro: \| Hrinak \| |
| Arbitro:                                 | Hrinak  |               |            |                                                    |

## Classifica marcatori
| Pos | Giocatore                  | Nazionalità | Goal |
| --- | -------------------------- | ----------- | ---- |
| 1   | Dimităr Berbatov           | Bulgaria    | 5    |
| 1   | Robbie Keane               | Irlanda     | 5    |
| 3   | Michalīs Kōnstantinou      | Cipro       | 4    |
| 3   | Alberto Gilardino          | Italia      | 4    |
| 5   | Levan K'obiashvili         | Georgia     | 3    |
| 5   | Mirko Vučinić              | Montenegro  | 3    |
| 7   | Martin Petrov              | Bulgaria    | 2    |
| 7   | Dimităr Telkijski          | Bulgaria    | 2    |
| 7   | Efstathios Aloneftis       | Cipro       | 2    |
| 7   | Constantinos Charalambidis | Cipro       | 2    |
| 7   | Chrysostomos Michael       | Cipro       | 2    |
| 7   | Ioannis Okkas              | Cipro       | 2    |
| 7   | Vladimer Dvalishvili       | Georgia     | 2    |
| 7   | Kevin Doyle                | Irlanda     | 2    |
| 7   | Richard Dunne              | Irlanda     | 2    |
| 7   | Glenn Whelan               | Irlanda     | 2    |
| 7   | Alberto Aquilani           | Italia      | 2    |
| 7   | Daniele De Rossi           | Italia      | 2    |
| 7   | Antonio Di Natale          | Italia      | 2    |
| 7   | Vincenzo Iaquinta          | Italia      | 2    |
| 7   | Dejan Damjanović           | Montenegro  | 2    |
| 7   | Stevan Jovetić             | Montenegro  | 2    |